# 확률미적분학
확률미적분학(確率微積分學, 영어: stochastic calculus)은 확률 과정의 미분과 적분을 다루는 수학 분야이다.

## 역사
1940년대 이토 기요시가 정립하였다. 경제학과 물리, 생물학 등에서 자주 사용되는 확률미적분학의 이토 적분(Itô-Integral)은 그의 이름을 딴 것이다.

## 같이 보기
- 이토 적분
- 이토의 보조정리
- 준마팅게일
- 위너 확률 과정